# Cmentarz Olchowiecki w Sanoku
Cmentarz Olchowiecki w Sanoku – cmentarz w Sanoku.
Jest położony przy ulicy Kółkowej w dzielnicy Olchowce. Cmentarz został wpisany do gminnego rejestru zabytków miasta Sanoka, opublikowanego w 2015.

## Pochowani
- Adolf Książek (1896-1964), legionista
- kpt. Józef Sówka (1895-1967), oficer 2 Pułku Strzelców Podhalańskich, uczestnik I i II wojny światowej
- ks. kan. Roman Centelewicz (1920-1973), duchowny rzymskokatolicki, proboszcz parafii Wniebowstąpienia Pańskiego w Olchowcach
- Władysław Strójwąs (1907-1976), uczestnik walk pod Monte Cassino
- kpt. pil. Józef Franciszek Ichniowski (1914-1998), oficer lotnictwa PSZ na Zachodzie
- Stanisław Spyra (1927-2004), żołnierz, szermierz, trener
- Kazimiera Drozd (1924-2008), nauczycielka
- płk Edward Kubrak (1927-2012), oficer Milicji Obywatelskiej
- Marcin Drozd (1922-2016), urzędnik, polityk